# 靖海宫
靖海宫，位于中国广东省湛江市雷州市附城镇下岚南村，为湛江市雷州市的一个市级文物保护单位，类型为古建筑，公布时间为2003年12月29日。
靖海宫的历史年代为明代。